# Klara Jelska
Klara Maria Cecylia Jelska h. Pielesz (ur. 12 sierpnia 1868 w Warszawie, zm. 1 kwietnia 1948 w Zakopanem) – polska działaczka społeczna i prozdrowotna, organizatorka sanatoriów dla dzieci i młodzieży.

## Życiorys
Jej rodzicami byli Włodzimierz Jelski h. Pielesz (1820–1875), ziemianin, sybirak i Zofia Kałenczyńska h. Nałęcz (1834–1891). Szkołę podstawową, jak również średnią ukończyła u Wizytek w Warszawie. W młodości walczyła z gruźlicą – leczyła się m.in. w Szwajcarii, we Włoszech i Francji. Od 1896 roku mieszkała w Krakowie, udzielając się w stowarzyszeniach katolickich, kładąc szczególny nacisk na opiekę nad ubogą młodzieżą robotniczą. W 1910 roku przeprowadziła się do Zakopanego. Nabyła tu za swoje pieniądze, na stokach Gubałówki, willę „Słoneczną”, którą zamieniła na dom zdrowia przeznaczony dla młodzieży chorej na gruźlicę. Była inicjatorką założenia Towarzystwa Domów Zdrowia Polskiej Młodzieży Katolickiej „Odrodzenie”. Organizacja ta oddała do użytku w Zakopanem dwa takie domy – o nazwach „Lituania” i „Oksza”. Od 1927 do 1932 roku, z jej inicjatywy, zbudowano na Gubałówce bardzo nowoczesne Sanatorium Polskiej Młodzieży Katolickiej „Odrodzenie” na 250 miejsc. Było ono przeznaczone dla biednej młodzieży z terenu całego kraju. Kornel Makuszyński określił ją jako prawdziwie polską świętą kobietę.
Pochowana na Starym Cmentarzu na Pęksowym Brzyzku w Zakopanem (kw. P-I-6).

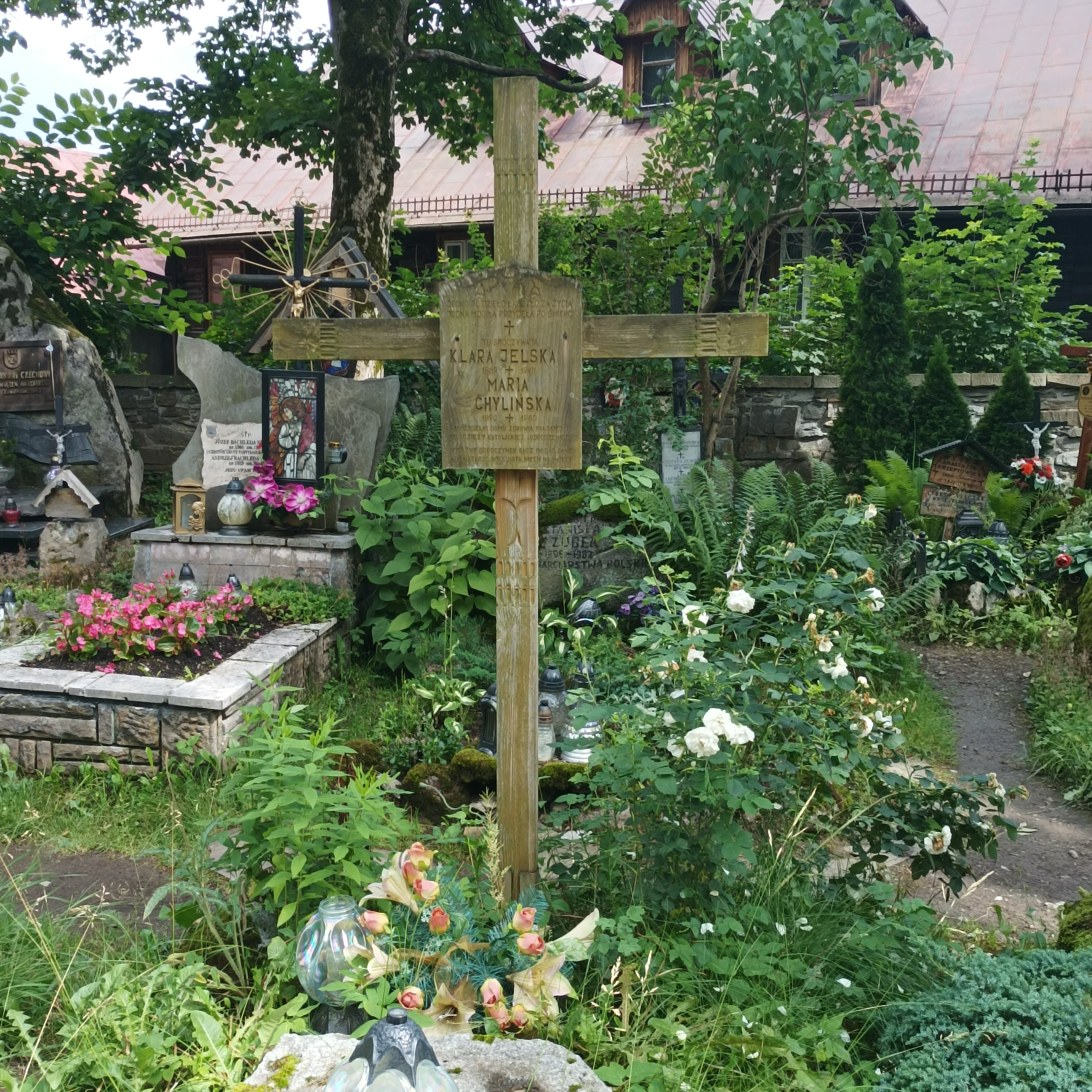
Grób Klary Jelskiej na Starym Cmentarzu na Pęksowym Brzyzku

## Ordery i odznaczenia
- Złoty Krzyż Zasługi (23 marca 1932)[6]

## Upamiętnienie
Od 2018 jest patronką Szpitala Specjalistycznego Chorób Płuc „Odrodzenie” w Zakopanem.